# Jaume Jordà
Jaume Jordà o Jaime Jordán (Alcoi, aprox. 1650 - València, 17 de setembre de 1722) fou un cronista, historiador i teòleg valencià.
Fou frare de l'Orde de Sant Agustí, doctor i mestre en teologia. Va realitzar la professió religiosa al convent de Sant Agustí de València. Després de diversos anys d'estudi va obtenir els graus de doctor en Teologia i mestre en Arts. Així, fou dues vegades rector i regent d'estudis de l'escola Sant Fulgenci de València, i prior dels convents d'Oriola a Alacant, del Socors de València i del convent de Castelló de la Plana. Escriví un llibre sobre sant Agustí i un catàleg de sants augustinians. En el camp de la historiografia, com a cronista de l'Orde, escriví i publicà en tres toms la Historia de la provincia de la Corona de Aragón de la sagrada orden de los ermitaños del gran padre san Agustín (1704, amb dues edicions més el 1712). La veritable vocació de Jordà va ser la de cronista i historiador, on va aconseguir competència i prestigi. Els superiors li van donar l'ofici de cronista de l'Orde agustinià a la Corona d'Aragó. Tota la seva vida la va gastar en estudiar i escriure el passat. L'obra de Jordà resulta bàsica i aclaridora per l'erudició i informació històrica sobre els agustins a les regions de València, Aragó, Catalunya i Balears.